# NGC 5496
NGC 5496 é uma galáxia espiral barrada (SBcd) localizada na direcção da constelação de Virgo. Possui uma declinação de -01° 09' 30" e uma ascensão recta de 14 horas, 11 minutos e 37,8 segundos.
A galáxia NGC 5496 foi descoberta em 23 de Abril de 1881 por Edward Singleton Holden.